# Atletiek op de Olympische Zomerspelen 2020 – 5000 meter vrouwen
De 5000 meter voor vrouwen  op de Olympische Zomerspelen 2020 vond plaats op vrijdag 30 juli en maandag 2 augustus 2021 in het Olympisch Stadion van Tokio. Regerend Olympisch kampioene Vivian Cheruiyot uit Kenia kwam niet in actie om haar titel de verdedigen. De finale werd overtuigend gewonnen door Sifan Hassan die Hellen Obiri uit Kenia en Gudaf Tsegay uit Ethiopië ruim voor bleef in de eindsprint.

## Records
Voorafgaand aan het toernooi waren dit het wereldrecord en het olympisch record.
| Wereldrecord     | Letesenbet Gidey | 14.06,62 | Valencia       | 7 oktober 2020   |
| Olympisch record | Vivian Cheruiyot | 14.26,17 | Rio de Janeiro | 19 augustus 2016 |

## Uitslagen
De volgende afkortingen worden gebruikt:
- Q - Gekwalificeerd door eindplaats
- q - Gekwalificeerd door eindtijd
- DNF Niet aangekomen
- PB Persoonlijke besttijd
- SB Beste seizoenstijd van een atleet

### Ronde 1
De eerste vijf atleten plaatsten zich direct voor de finale (Q), daarnaast gingen de vijf tijdssnelsten door (q).

#### Serie 1
| Rang | Atlete                 | Land | Tijd     | Bijz. |
| ---- | ---------------------- | ---- | -------- | ----- |
| 1    | Sifan Hassan           | NED  | 14.47,89 | Q     |
| 2    | Agnes Tirop            | KEN  | 14.48,01 | Q, SB |
| 3    | Senbere Teferi         | ETH  | 14.48,31 | Q     |
| 4    | Ejgayehu Taye          | ETH  | 14.48,52 | Q     |
| 5    | Lilian Kasait Rengeruk | KEN  | 14.50,36 | Q, SB |
| 6    | Yasemin Can            | TUR  | 14.50,92 | q     |
| 7    | Karissa Schweizer      | USA  | 14.51,34 | q, SB |
| 8    | Selamawit Teferi       | ISR  | 14.53,43 | q, NR |
| 9    | Ririka Hironaka        | JPN  | 14.55,87 | q, PB |
| 10   | Andrea Seccafien       | CAN  | 14.59,55 | q     |
| 11   | Laura Galván           | MEX  | 15.00,16 | NR    |
| 12   | Kaede Hagitani         | JPN  | 15.04,95 | PB    |
| 13   | Jessica Judd           | GBR  | 15.09,47 |       |
| 14   | Camille Buscomb        | NZL  | 15.24,39 |       |
| 15   | Prisca Chesang         | UGA  | 15.25,72 |       |
| 16   | Lucía Rodríguez        | ESP  | 15.26,19 | PB    |
| 17   | Julie-Anne Staehli     | CAN  | 15.33,39 |       |
| 18   | Rose Davies            | AUS  | 15.50,07 |       |
| 19   | Sarah Chelangat        | UGA  | 15.59,40 | SB    |

#### Serie 2
| Rang | Atlete                    | Land | Tijd     | Notes     |
| ---- | ------------------------- | ---- | -------- | --------- |
| 1    | Gudaf Tsegay              | ETH  | 14.55,74 | Q         |
| 2    | Hellen Obiri              | KEN  | 14.55,77 | Q         |
| 3    | Nadia Battocletti         | ITA  | 14.55,83 | Q, PB     |
| 4    | Elise Cranny              | USA  | 14.56,14 | Q, SB     |
| 5    | Karoline Bjerkeli Grovdal | NOR  | 14.56,82 | Q         |
| 6    | Nozomi Tanaka             | JPN  | 14.59,93 | PB        |
| 7    | Rachel Schneider          | USA  | 15.00,07 |           |
| 8    | Rahel Daniel              | ERI  | 15.02,59 |           |
| 9    | Amy-Eloise Markovic       | GBR  | 15.03,22 | PB        |
| 10   | Eilish McColgan           | GBR  | 15.09,68 |           |
| 11   | Jenny Blundell            | AUS  | 15.11,27 |           |
| 12   | Esther Chebet             | UGA  | 15.11,47 |           |
| 13   | Dominique Scott           | RSA  | 15.13,94 | SB        |
| 14   | Kate van Buskirk          | CAN  | 15.14,96 |           |
| 15   | Isobel Batt-Doyle         | AUS  | 15.21,65 |           |
| 16   | Diane van Es              | NED  | 15.47,01 |           |
| 17   | Marthe Yankurije          | RWA  | 15.55,94 | SB        |
| -    | Francine Niyonsaba        | BDI  | DQ       | TR 17,3,2 |
| -    | Klara Lukan               | SLO  | DNF      |           |

### Finale
| Rang   | Atlete                    | Land | Tijd     | Bijz. |
| ------ | ------------------------- | ---- | -------- | ----- |
| Goud   | Sifan Hassan              | NED  | 14.36,79 |       |
| Zilver | Hellen Obiri              | KEN  | 14.38,86 |       |
| Brons  | Gudaf Tsegay              | ETH  | 14.38,87 |       |
| 4      | Agnes Tirop               | KEN  | 14.39,62 | SB    |
| 5      | Ejgayehu Taye             | ETH  | 14.41,24 |       |
| 6      | Senbere Teferi            | ETH  | 14.45,11 |       |
| 7      | Nadia Battocletti         | ITA  | 14.46,29 | PB    |
| 8      | Yasemin Can               | TUR  | 14.46,49 |       |
| 9      | Ririka Hironaka           | JPN  | 14.52,84 | NR    |
| 10     | Selamawit Teferi          | ISR  | 14.54,39 |       |
| 11     | Karissa Schweizer         | USA  | 14.55,80 |       |
| 12     | Lilian Kasait Rengeruk    | KEN  | 14.55,85 |       |
| 13     | Elise Cranny              | USA  | 14.55,98 | SB    |
| 14     | Karoline Bjerkeli Grovdal | NOR  | 15.09,37 |       |
| 15     | Andrea Seccafien          | CAN  | 15.12,09 |       |

1996: Wang Junxia ·
2000: Gabriela Szabó ·
2004: Meseret Defar ·
2008: Tirunesh Dibaba ·
2012: Meseret Defar ·
2016: Vivian Cheruiyot ·
2020: Sifan Hassan ·
2024: Beatrice Chebet